# Commaladera aurita
Commaladera aurita är en skalbaggsart som beskrevs av Brenske 1900. Commaladera aurita ingår i släktet Commaladera och familjen Melolonthidae. Inga underarter finns listade i Catalogue of Life.